# Гюнері
Гюнері (тур. Guneri Bey; д/н — 1300) — 3-й бей Караманідів в 1277—1300 роках. Продовжив тривалі війни з монголами.

## Життєпис
Син Караман-бея. Про молоді роки замало відомостей. Посів трон Караману після загибелі старшого брата Мехмет-бея I у 1277 або 1278 році. З самого початку вимушений був протистояти монголам та румському султану Кей-Хосрову III, втративши 1279 року майже усі родинні землі, окрім гірських районів Тавру.
1281 року області з містами Караман, Конья і Ерменеке отримав брат султана Масуд. Становище Караманідів покращилося того ж року після перемоги малюкського султана Калауна над монголами в битві під Хомсою. 1282 року помирає ільхан Абака. Після цього Гюнері поновлює напади на Румський султанат, які посилюються 1284 року. Але ільхан Текудер відправив на допомогу султанові армію на чолі із братом Конкуртаєм, який жорстоко придушив повстання Гюнері, сплюндрувавши землі Караманідів.
Невдовзі монгольські війська були відкликані через заворушення в державі Хулагуїдів - це не дало змоги монголам допомогти султанові Масуду II. Останнього до того 1284 року було повалено новим ільханом Аргуном, а землі Румського султанату поділено не бейлербейства. 1286 року бейлербеєм Караману стає Гюнері.
Втім він продовжив боротьбу проти султана Масуда II. Він відвоював місто Караман, яке перетворив на свою столицю. Втім вже 1288 року султан за підтримки монголів завдав поразки Караманідам, захопивши місто Караман, яке було практично зруйновано.
1290 року Гюнері знову відвоював Караман, який став відбудовувати. Також здійснював напади на область навколо Коньї. Було відновлено союз з бейліком Ашрафідів. Але 1292 року монголи за наказом нового ільхана Гайхату вдерлися до Анатолії, завдавши поразки об'єднаним силам Караманідів і Ашрафідів, землі яких було знову сплюндровано. Гюнері поновив боротьбу проти монголів 1293 року після загибелі Гайхату. Того ж року було захоплено місто Алайю, яку Гюнері передав небожеві (за іншими відомостями братові) Махмуту, що утворив власний бейлік залежний від Караманідів. Завдяки цьому Гюнері отримав важливий порт для середземноморської торгівлі.
Використав намагання чергового ільхана Газана I підкорити Сирію та Палестину, активізував дії в Малій Азії. Гюнері підтримав повстання монгольських намісників в Анатолії — Балту і Сулеміша 1297 і 1299 року відповідно. Помер Гюнері 1300 року. Йому спадкував брат Махмут.